# Lina Esco
Lina Esco (nascida em 14 de maio de 1985), é uma atriz, produtora, diretora e ativista americana. Ela ganhou reconhecimento em 2007 por interpretar a filha do personagem de Jimmy Smits no drama de televisão Cane, da CBS. Esco também atuou em filmes, incluindo Londres (2005), Kingshighway (2010), LOL (2012), e Free the Nipple (2014). Ela também é conhecida por interpretar a oficial da SWAT Christina "Chris" Alonso em S.W.A.T..

## Carreira
Esco foi escalada para seu primeiro papel como atriz convidada na televisão em 2006, como Angie Watson na série CSI: NY. Em março de 2007, Esco se juntou ao elenco do drama da CBS Cane. Em 2009, ela estrelou um episódio da série Drop Dead Diva com Paula Abdul. Esco interpretou uma modelo de lingerie que foi demitida por tornar pública sua história de sobrevivência ao câncer de mama.
Em fevereiro de 2011, Esco foi escalada para se juntar ao elenco do piloto da Fox, Exit Strategy. Descrito como um cenário de procedimentos de alta octanagem no mundo de agentes da CIA que são enviados para "consertar" operações que deram errado. O elenco incluiu Ethan Hawke, Megan Dodds e com direção de Antoine Fuqua. Esco interpretaria Mia, uma graduada do MIT e especialista em computadores de South Boston. Em 2014, Esco foi escalada para o piloto de Ryan Murphy para a HBO ao lado de Michelle Monaghan, Wes Bentley, Scott Speedman e Jennifer Jason Leigh.
A estreia de Esco no cinema foi em 2005 com Londres. Ela interpretou uma personagem coadjuvante na comédia LOL de 2012.
Esco atuou em "S.W.A.T." desde sua primeira temporada em 2017. Ela interpretou a oficial Christina "Chris" Alonso. Após o final da quinta temporada do programa, Esco confirmou que estava deixando a série para seguir outros projetos.

## Filmografia

### Televisão
| Ano       | Título                         | Personagem               | Notas         |
| --------- | ------------------------------ | ------------------------ | ------------- |
| 2006      | CSI: NY                        | Angie Watson             |               |
| 2007      | Cane                           | Katie Vega               | [ 10 ]        |
| 2008      | Heroes: Destiny                | Elisa                    |               |
| 2009      | Drop Dead Diva                 | Lina Martinez            |               |
| 2009      | CSI: Crime Scene Investigation | Angela Paulson           |               |
| 2011      | Exit Strategy                  | Mia                      |               |
| 2016      | Flaked                         | Kara                     |               |
| 2016      | Kingdom                        | Ava Flores               |               |
| 2017–2022 | S.W.A.T.                       | Christina "Chris" Alonso | [ 11 ] [ 12 ] |